# Ritu Arya
Ritu Arya (nascida em 17 de setembro de 1988)  é uma atriz inglesa . Ela ficou conhecida pela primeira vez por seu papel como Megan Sharma na novela Doctors (2017), pela qual foi indicada ao British Soap Award . Ela ganhou ainda mais reconhecimento por seus papéis como Flash na série de ficção científica Humans (2016–2018) e Lila Pitts na série Netflix The Umbrella Academy (2019-presente). Seus filmes incluem Polite Society (2023).

## Início de Vida
A mãe e o pai de Ritu Arya trabalham no setor imobiliário. Ela é descendente de indianos e tem dois irmãos, Romi e Rahul, este último também ator. Arya começou a atuar ainda adolescente. Arya obteve um bacharelado em astrofísica pela Universidade de Southampton, onde atuou como parte do Southampton University Theatre Group and Comedy Society, incluindo vários shows no Edinburgh Fringe Festival . Posteriormente, ela treinou na Oxford School of Drama .

## Carreira
Após uma série de papéis em curtas-metragens, Arya desempenhou o papel recorrente da Dra. Megan Sharma na novela britânica Doctors, pela qual foi indicada ao British Soap Award de Melhor Revelação em 2017. Ela teve uma participação especial na série Sherlock em 2014, e mais tarde teve um papel recorrente como o andróide Flash na série Humans de 2016 a 2018. Em 2019, Arya apareceu como Jenna no filme Last Christmas, que foi um sucesso comercial. No ano seguinte, ela teve um papel recorrente como Lava na série Feel Good da Netflix e estrelou como convidada na série Doctor Who .
Em 2020, Arya estrelou como Lila Pitts na segunda temporada da série original da Netflix The Umbrella Academy, que lhe rendeu elogios; ela reprisou a personagem na terceira temporada da série, que foi lançada em 2022. A revista Bustle descreveu sua atuação na série como "roubadora de cena" e a Uproxx chamou Arya de "curinga" do show. Em 2021, Arya co-estrelou o filme Red Notice da Netflix. Ela também apareceu na Barbie de Greta Gerwig, lançada em 2023.

## Filmografia

### Filme
| Ano  | Título                  | Papel                | Notas       |
| ---- | ----------------------- | -------------------- | ----------- |
| 2015 | My Beautiful White Skin | Parita               | Filme curto |
| 2017 | Daphne                  | Rachida              |             |
| 2017 | Jessamine               | Sonya                | Filme curto |
| 2017 | The Super Recogniser    | Agente Williams      | Filme curto |
| 2018 | Peças femininas         | Saira                | Filme curto |
| 2019 | Último Natal            | Jenna                |             |
| 2021 | Aviso Vermelho          | Inspetor Urvashi Das |             |
| 2023 | Polite Society          | Lena                 |             |
| 2023 | Barbie                  | Barbie Jornalista    |             |

### Televisão
| Ano             | Título                  | Papel             | Notas                                |
| --------------- | ----------------------- | ----------------- | ------------------------------------ |
| 2013            | Doctors                 | Sukhinder Nain    | Episódio: "Corpos Embaraçosos"       |
| 2013            | The Tunnel              | Bureau Girl       | Episódio #1.6                        |
| 2014            | Sherlock                | Gail              | Episódio:" The Sign of Three"        |
| 2016            | We The Jury             | Kate              | Episódio: "Pilot"                    |
| 2016–2018       | Humans                  | Flash             | Personagem recorrente                |
| 2017            | Crackanory              | Eleni / Beth      | 2 episódios                          |
| 2017            | Doctors                 | Dra. Megan Sharma | Personagem recorrente                |
| 2018–2019       | O Hospital do Bom Karma | Barsha Nambeesan  | Personagem recorrente                |
| 2019            | Sticks and Stones       | Becky             | Papel principal                      |
| 2020            | Doctor Who              | Gat               | Episódio: " Fugitive of the Judoon " |
| 2020            | The Stranger            | Michaela          | Episódio #1.3                        |
| 2020            | Feel Good               | Lava              | Função recorrente                    |
| 2020 – presente | The Umbrella Academy    | Lila Pitts        | Papel principal                      |

### Teatro
| Ano  | Título                 | Papel           | Local                            | Referência |
| ---- | ---------------------- | --------------- | -------------------------------- | ---------- |
| 2013 | Carpe Diem             | Aishah          | Royal National Theatre, Londres  | [ 22 ]     |
| 2014 | The Fourth Wise Man    | Samira          | Teatro Unicórnio, Londres        | [ 23 ]     |
| 2015 | Mermaid                | Sereia/Conjunto | Turnê pelo Reino Unido           | [ 24 ]     |
| 2015 | We Know Where You Live | Asma            | Teatro Finborough, Londres       | [ 25 ]     |
| 2015 | A bela e a fera        | Bela            | Polka Theatre, Londres           | [ 26 ]     |
| 2016 | Noises Off             | Poppy           | Teatro de Nottingham, Nottingham | [ 27 ]     |
| 2017 | Mother Christmas       | Grace           | Teatro Hampstead, Londres        | [ 28 ]     |
| 2018 | Gênesis Inc.           | Serena          | Teatro Hampstead, Londres        | [ 29 ]     |